# Paris-Roubaix de 1961
A 59.ª edição da Paris-Roubaix teve lugar a 9 de abril de 1961 e foi vencida pelo belga Rik Van Looy. Impôs-se batendo ao sprint a um grupo de 6 corredores.

## Classificação final
| Posição | Ciclista            | Equipa                      | Tempo      |
| ------- | ------------------- | --------------------------- | ---------- |
| 1       | Rik van Looy        | Faema                       | 6h 19' 08" |
| 2       | Marcel Janssens     | Dr. Mann                    | m. t.      |
| 3       | René Vanderveken    | Solo-Terrot-Van Steenbergen | m. t.      |
| 4       | Norbert Kerckhove   | Dr. Mann                    | m. t.      |
| 5       | Albertus Geldermans | Rapha-Gitane-Dunlop         | m. t.      |
| 6       | Emile Daems         | Philco                      | m. t.      |
| 7       | Bas Maliepaard      | Rapha-Gitane-Dunlop         | + 50"      |
| 8       | Armand Desmet       | Faema                       | m. t.      |
| 9       | Arthur Decabooter   | Groene Leeuw                | + 1' 05"   |
| 10      | Gilbert Desmet      | Carpano                     | m. t.      |